# Пшесядлув
Пшесядлув (пол. Przesiadłów) — село в Польщі, у гміні Уязд Томашовського повіту Лодзинського воєводства.
Населення — 285 осіб (2011).
У 1975-1998 роках село належало до Пйотрковського воєводства.

## Демографія
Демографічна структура станом на 31 березня 2011 року:
|          | Загалом | Допрацездатний вік | Працездатний вік | Постпрацездатний вік |
| -------- | ------- | ------------------ | ---------------- | -------------------- |
| Чоловіки | 147     | 30                 | 99               | 18                   |
| Жінки    | 138     | 24                 | 73               | 41                   |
| Разом    | 285     | 54                 | 172              | 59                   |